# Aeroportul Municipal Paso Robles
Aeroportul Municipal Paso Robles (IATA: PRB, ICAO: KPRB, FAA LID: PRB) este un aeroport din California, Statele Unite ale Americii. Aeroportul a fost tranzitat în 2019 de 90 de pasageri.
Situat la o altitudine de 256 m, aeroportul dispune de 2 piste.

## Infrastructură

### Piste
Aeroportul dispune de 2 piste. Pista 01/19 are suprafața de asfalt și dimensiunile 6.008 picioare × 150 picioare. Pista 13/31 are suprafața de asfalt și dimensiunile 4.701 picioare × 100 picioare. 